# Saison 1948-1949 des Knicks de New York
La saison 1948-1949 des Knicks de New York est la troisième saison de cette franchise en Basketball Association of America (BAA), ligue qui devient l'année suivante la National Basketball Association (NBA). Affichant un bilan de 32 victoires et 28 défaites à la fin de la saison régulière, les Knicks terminent à la deuxième place de la Division Est. Ils accèdent pour la troisième année d'affilée aux playoffs, et éliminent au premier tour les Bullets de Baltimore (2-1), prenant ainsi leur revanche sur l'équipe qui les avait éliminés lors des playoffs BAA 1948. New York s'incline en demi-finale face aux Capitols de Washington (1-2).
Alors que Leo Gottlieb, Dick Holub et Stan Stutz quittent l'équipe durant l'entre-saison, l'année 1948-1949 est marquée par l'arrivée dans le noyau de Harry Gallatin, rookie qui s'impose dès ses débuts comme l'un des piliers de l'équipe. C'est par ailleurs le premier exercice, dans l'histoire des Knicks, lors duquel le bilan de l'équipe passe, de façon temporaire au cours de la saison, sous la barre des cinquante pour cent de victoires. Le 31 mars 1949, Carl Braun, avec 30 points, égale le record de points marqués dans une rencontre de playoffs par un joueur des Knicks, établi par Stan Stutz deux ans plus tôt.

## Draft
La draft BAA 1948 a lieu le 10 mai 1948 à Chicago. Au premier tour, les Knicks, qui disposent du quatrième choix, sélectionnent Dolph Schayes, joueur des Violets de NYU qui finalement n'intègre jamais l'effectif de New York. Gene Berce, choisi au deuxième tour, ne joue jamais sous le maillot des Knicks non plus. Harry Gallatin est sélectionné au quatrième tour, Mel McGaha au sixième tour, Tex Ritter au septième tour et Dick Shrider au huitième tour.
| Tour | Rang | Joueur         | Position | Nationalité | College          |
| ---- | ---- | -------------- | -------- | ----------- | ---------------- |
| 1    | 4    | Dolph Schayes  | F/C      | États-Unis  | NYU              |
| –    | –    | Gene Berce     | G/F      | États-Unis  | Marquette        |
| –    | –    | Leland Byrd    | –        | États-Unis  | West Virginia    |
| –    | –    | Harry Gallatin | F/C      | États-Unis  | Truman           |
| –    | –    | Keith Grimes   | –        | États-Unis  | East Central     |
| –    | –    | Mel McGaha     | G        | États-Unis  | Arkansas         |
| –    | –    | Ed Peterson    | C        | États-Unis  | Cornell          |
| –    | –    | Tex Ritter     | G        | États-Unis  | Eastern Kentucky |
| –    | –    | Dick Shrider   | G        | États-Unis  | Ohio             |
| –    | –    | John Stanich   | –        | États-Unis  | UCLA             |

## Matchs

### Saison régulière
| Saison régulière Total : 32-28 (domicile : 16-12 ; extérieur : 13-16 ; neutre : 1-0) |

| Match | Date        | Opposant       | Score   | Meilleur marqueur          | Lieu                       | Bilan | Série   |
| ----- | ----------- | -------------- | ------- | -------------------------- | -------------------------- | ----- | ------- |
| 1     | 3 novembre  | @ Fort Wayne   | V 80-76 | Irv Rothenberg (19)        | North Side High School Gym | 1-0   | 1 vict. |
| 2     | 5 novembre  | @ Indianapolis | V 87-71 | Butch van Breda Kolff (17) | Hinkle Fieldhouse          | 2-0   | 2 vict. |
| 3     | 9 novembre  | @ Saint-Louis  | D 56-60 | Carl Braun (18)            | St. Louis Arena            | 2-1   | 1 déf.  |
| 4     | 11 novembre | Minneapolis    | D 68-77 | Bud Palmer (21)            | Madison Square Garden III  | 2-2   | 2 déf.  |
| 5     | 13 novembre | Baltimore      | V 91-87 | Butch van Breda Kolff (17) | Madison Square Garden III  | 3-2   | 1 vict. |
| 6     | 16 novembre | @ Rochester    | D 63-75 | Bud Palmer (14)            | Edgerton Park Arena        | 3-3   | 1 déf.  |
| 7     | 17 novembre | Washington     | D 62-73 | Carl Braun (11)            | Madison Square Garden III  | 3-4   | 2 déf.  |
| 8     | 18 novembre | @ Baltimore    | V 67-55 | Carl Braun (15)            | Baltimore Coliseum         | 4-4   | 1 vict. |
| 9     | 20 novembre | Philadelphie   | V 91-86 | Bud Palmer (28)            | Madison Square Garden III  | 5-4   | 2 vict. |
| 10    | 27 novembre | Fort Wayne     | V 80-70 | Bud Palmer (16)            | Madison Square Garden III  | 6-4   | 3 vict. |
| 11    | 30 novembre | @ Providence   | V 88-61 | Bud Palmer (16)            | Rhode Island Auditorium    | 7-4   | 4 vict. |

| Match | Date         | Opposant       | Score        | Meilleur marqueur   | Lieu                       | Bilan | Série   |
| ----- | ------------ | -------------- | ------------ | ------------------- | -------------------------- | ----- | ------- |
| 12    | 1er décembre | Rochester      | D 72-73      | Carl Braun (22)     | Madison Square Garden III  | 7-5   | 1 déf.  |
| 13    | 4 décembre   | Indianapolis   | V 66-63      | Carl Braun (26)     | Madison Square Garden III  | 8-5   | 1 vict. |
| 14    | 8 décembre   | Providence     | V 83-74 (OT) | Irv Rothenberg (17) | Madison Square Garden III  | 9-5   | 2 vict. |
| 15    | 9 décembre   | @ Providence   | V 74-63      | Tommy Byrnes (19)   | Rhode Islande Auditorium   | 10-5  | 3 vict. |
| 16    | 11 décembre  | Baltimore      | V 72-71      | Carl Braun (22)     | Madison Square Garden III  | 11-5  | 4 vict. |
| 17    | 12 décembre  | @ Fort Wayne   | V 89-78      | Carl Braun (21)     | North Side High School Gym | 12-5  | 5 vict. |
| 18    | 13 décembre  | @ Indianapolis | V 80-74      | Carl Braun (14)     | Hinkle Fieldhouse          | 13-5  | 6 vict. |
| 19    | 17 décembre  | @ Philadelphie | D 78-87      | Carl Braun (19)     | Philadelphia Arena         | 13-6  | 1 déf.  |
| 20    | 18 décembre  | Saint-Louis    | V 88-79      | Carl Braun (26)     | Madison Square Garden III  | 14-6  | 1 vict. |
| 21    | 19 décembre  | @ Boston       | 75-77        | Bud Palmer (24)     | Boston Garden              | 14-7  | 1 déf.  |
| 22    | 22 décembre  | Minneapolis    | 97-79        | Paul Noel (21)      | Madison Square Garden III  | 15-7  | 1 vict. |
| 23    | 25 décembre  | Chicago        | D 64-79      | Bud Palmer (16)     | Chicago Stadium            | 15-8  | 1 déf.  |
| 24    | 29 décembre  | Rochester      | V 74-77      | Sid Tanenbaum (17)  | Madison Square Garden III  | 16-8  | 1 vict. |

| Match | Date        | Opposant       | Score          | Meilleur marqueur          | Lieu                      | Bilan | Série   |
| ----- | ----------- | -------------- | -------------- | -------------------------- | ------------------------- | ----- | ------- |
| 25    | 1er janvier | Philadelphie   | V 88-80        | Butch van Breda Kolff (16) | Madison Square Garden III | 17-7  | 2 vict. |
| 26    | 2 janvier   | @ Chicago      | D 79-81        | Braun, Knorek (15)         | Chicago Stadium           | 17-9  | 1 déf.  |
| 27    | 4 janvier   | @ Indianapolis | D 58-63        | Sid Tanenbaum (18)         | Hinkle Fieldhouse         | 17-10 | 2 déf.  |
| 28    | 7 janvier   | @ Boston       | V 69-67        | Harry Gallatin (21)        | Boston Garden             | 18-10 | 1 vict. |
| 29    | 8 janvier   | Baltimore      | D 81-83        | Harry Gallatin (16)        | Madison Square Garden III | 18-11 | 1 déf.  |
| 30    | 12 janvier  | Boston         | V 81-64        | Bud Palmer (18)            | Madison Square Garden III | 19-11 | 1 vict. |
| 31    | 15 janvier  | @ Washington   | D 73-75        | Irv Rothenberg (16)        | Uline Arena               | 19-12 | 1 déf.  |
| 32    | 17 janvier  | Saint-Louis    | D 71-79        | Sid Tanenbaum (16)         | Madison Square Garden III | 19-13 | 2 déf.  |
| 33    | 20 janvier  | @ Baltimore    | D 68-82        | Braun, Palmer (11)         | Baltimore Coliseum        | 19-14 | 3 déf.  |
| 34    | 22 janvier  | @ Rochester    | D 98-103 (2OT) | Palmer, Ritter (18)        | Edgegrton Park Arena      | 19-15 | 4 déf.  |
| 35    | 23 janvier  | Washington     | D 93-97        | Braun, Palmer (23)         | Madison Square Garden III | 19-16 | 5 déf.  |
| 36    | 26 janvier  | Providence     | V 89-77        | Bud Palmer (19)            | Madison Square Garden III | 20-16 | 1 vict. |
| 37    | 27 janvier  | @ Philadelphie | D 96-102       | Carl Braun (28)            | Philadelphia Arena        | 20-17 | 1 déf.  |
| 38    | 29 janvier  | Philadelphie   | D 73-78        | Carl Braun (14)            | Madison Square Garden III | 20-18 | 2 déf.  |

| Match | Date       | Opposant           | Score        | Meilleur marqueur          | Lieu                       | Bilan | Série   |
| ----- | ---------- | ------------------ | ------------ | -------------------------- | -------------------------- | ----- | ------- |
| 39    | 5 février  | @ Washington       | V 83-73      | Lumpp, Palmer (19)         | Uline Arena                | 21-18 | 1 vict. |
| 40    | 6 février  | Chicago            | D 75-87      | Ray Lumpp (23)             | Madison Square Garden III  | 21-19 | 1 déf.  |
| 41    | 9 février  | @ Saint-Louis      | V 95-83      | Carl Braun (22)            | St. Louis Arena            | 22-19 | 1 vict. |
| 42    | 10 février | @ Minneapolis      | D 75-95      | Bud Palmer (14)            | Minneapolis Auditorium     | 22-20 | 1 déf.  |
| 43    | 12 février | Fort Wayne         | V 85-58      | Ray Lumpp (23)             | Madison Square Garden III  | 23-20 | 1 vict. |
| 44    | 13 février | @ Fort Wayne       | D 73-82      | Bud Palmer (15)            | North Side High School Gym | 23-21 | 1 déf.  |
| 45    | 15 février | contre Saint-Louis | V 79-75 (OT) | Butch van Breda Kolff (22) | Chicago                    | 24-21 | 1 vict. |
| 46    | 17 février | @ Philadelphie     | D 82-86      | Ray Lumpp (22)             | Philadelphia Arena         | 24-22 | 1 déf.  |
| 47    | 19 février | Boston             | D 77-87      | Ray Lumpp (20)             | Madison Square Garden III  | 24-23 | 2 déf.  |
| 48    | 22 février | Minneapolis        | D 74-101     | Joe Colone (21)            | Madison Square Garden III  | 24-24 | 3 déf.  |
| 49    | 24 février | @ Providence       | D 84-89      | Bud Palmer (22)            | Rhode Island Auditorium    | 24-25 | 4 déf.  |
| 50    | 26 février | Indianapolis       | V 81-76      | Bud Palmer (20)            | Madison Square Garden III  | 25-25 | 1 vict. |

| Match | Date    | Opposant      | Score    | Meilleur marqueur   | Lieu                      | Bilan | Série   |
| ----- | ------- | ------------- | -------- | ------------------- | ------------------------- | ----- | ------- |
| 51    | 2 mars  | Chicago       | 81-79    | Ray Lumpp (21)      | Madison Square Garden III | 26-25 | 2 vict. |
| 52    | 3 mars  | Providence    | 86-65    | Ray Lumpp (20)      | Madison Square Garden III | 27-25 | 3 vict. |
| 53    | 5 mars  | Boston        | 66-61    | Carl Braun (14)     | Madison Square Garden III | 28-25 | 4 vict. |
| 54    | 9 mars  | Washington    | V 90-74  | Bud Palmer (19)     | Madison Square Garden III | 29-25 | 5 vict. |
| 55    | 10 mars | @ Baltimore   | V 99-94  | Carl Braun (26)     | Baltimore Coliseum        | 30-25 | 6 vict. |
| 56    | 12 mars | @ Chicago     | V 85-80  | Carl Braun (24)     | Chicago Stadium           | 31-25 | 7 vict. |
| 57    | 13 mars | @ Minneapolis | D 90-100 | Carl Braun (20)     | Minneapolis Auditorium    | 31-26 | 1 déf.  |
| 58    | 16 mars | Rochester     | D 89-94  | Harry Gallatin (17) | Madison Square Garden III | 31-27 | 2 déf.  |
| 59    | 18 mars | @ Boston      | D 56-70  | Gene James (11)     | Boston Garden             | 31-28 | 3 déf.  |
| 60    | 19 mars | @ Washington  | V 82-70  | Ray Lumpp (23)      | Uline Arena               | 32-28 | 1 vict. |

### Playoffs
| Playoffs Total : 3-3 (domicile : 3-0 ; extérieur : 0-3) |

| Match | Date    | Opposant    | Score         | Meilleur marqueur   | Lieu                      | Bilan | Série   |
| ----- | ------- | ----------- | ------------- | ------------------- | ------------------------- | ----- | ------- |
| 1     | 23 mars | @ Baltimore | D 81-82       | Carl Braun (21)     | Baltimore Coliseum        | 0-1   | 1 déf.  |
| 2     | 24 mars | Baltimore   | V 84-74       | Carl Braun (20)     | Madison Square Garden III | 1-1   | 1 vict. |
| 3     | 26 mars | Baltimore   | V 103-99 (OT) | Harry Gallatin (20) | Madison Square Garden III | 2-1   | 2 vict. |

| Match | Date    | Opposant     | Score        | Meilleur marqueur    | Lieu                      | Bilan | Série   |
| ----- | ------- | ------------ | ------------ | -------------------- | ------------------------- | ----- | ------- |
| 4     | 29 mars | @ Washington | D 71-77      | Harry Gallatin (17)  | D.C. Armory               | 2-2   | 1 déf.  |
| 5     | 31 mars | Washington   | V 86-84 (OT) | Carl Braun (30)      | Madison Square Garden III | 3-2   | 1 vict. |
| 6     | 2 avril | @ Washington | D 76-84      | Braun, Gallatin (15) | D.C. Armory               | 3-3   | 1 déf.  |

### Confrontations en saison régulière
| Division Est | Division Est | Division Est | Division Est | Division Est | Division Est | Division Est | Division Ouest | Division Ouest | Division Ouest | Division Ouest | Division Ouest | Division Ouest | Division Ouest | Division Ouest | Division Ouest | Division Ouest | Division Ouest | Division Ouest | Division Ouest | Division Ouest |
| Équipe       | Domicile     | Domicile     | Domicile     | Extérieur    | Extérieur    | Extérieur    | Équipe         | Domicile       | Domicile       | Domicile       | Domicile       | Domicile       | Domicile       | Extérieur      | Extérieur      | Extérieur      | Extérieur      | Extérieur      | Extérieur      | Neutre         |
| ------------ | ------------ | ------------ | ------------ | ------------ | ------------ | ------------ | -------------- | -------------- | -------------- | -------------- | -------------- | -------------- | -------------- | -------------- | -------------- | -------------- | -------------- | -------------- | -------------- | -------------- |
| Baltimore    | 91-87        | 72-71        | 81-83        | 67-55        | 68-82        | 99-94        | Chicago        | 64-70          | 64-70          | 75-87          | 75-87          | 81-79          | 81-79          | 79-81          | 79-81          | 79-81          | 85-80          | 85-80          | 85-80          |                |
| Boston       | 81-64        | 77-87        | 66-61        | 75-77        | 69-67        | 56-70        | Fort Wayne     | 80-70          | 80-70          | 80-70          | 85-58          | 85-58          | 85-58          | 80-76          | 80-76          | 89-78          | 89-78          | 73-82          | 73-82          |                |
|              |              |              |              |              |              |              | Indianpolis    | 66-63          | 66-63          | 66-63          | 81-76          | 81-76          | 81-76          | 87-71          | 87-71          | 80-74          | 80-74          | 58-63          | 58-63          |                |
| Philadelphie | 91-86        | 88-80        | 73-78        | 78-87        | 96-102       | 82-86        | Minneapolis    | 68-77          | 68-77          | 97-79          | 97-79          | 74-101         | 74-101         | 75-95          | 75-95          | 75-95          | 90-100         | 90-100         | 90-100         |                |
| Providence   | 83-74 (OT)   | 89-77        | 86-65        | 88-61        | 74-63        | 84-89        | Rochester      | 72-73          | 72-73          | 77-74          | 77-74          | 89-94          | 89-94          | 63-75          | 63-75          | 63-75          | 98-103 (2OT)   | 98-103 (2OT)   | 98-103 (2OT)   |                |
| Washington   | 62-73        | 93-97        | 90-74        | 73-75        | 83-73        | 82-70        | Saint-Louis    | 88-79          | 88-79          | 88-79          | 71-79          | 71-79          | 71-79          | 56-60          | 56-60          | 56-60          | 95-87          | 95-87          | 95-87          | 79-75 (OT)     |
|              | 10-5         | 10-5         | 10-5         | 7-8          | 7-8          | 7-8          |                | 8-7            | 8-7            | 8-7            | 8-7            | 8-7            | 8-7            | 6-8            | 6-8            | 6-8            | 6-8            | 6-8            | 6-8            | 1-0            |
|              | 17-13        | 17-13        | 17-13        | 17-13        | 17-13        | 17-13        |                | 15-15          | 15-15          | 15-15          | 15-15          | 15-15          | 15-15          | 15-15          | 15-15          | 15-15          | 15-15          | 15-15          | 15-15          | 15-15          |

## Classement de la saison régulière
| Division Est               | V  | D  | PCT    | GB |
| -------------------------- | -- | -- | ------ | -- |
| Capitols de Washington     | 38 | 22 | 60,9 % | -  |
| Knicks de New York         | 32 | 28 | 57,8 % | 6  |
| Bullets de Baltimore       | 29 | 31 | 45,3 % | 9  |
| Warriors de Philadelphie   | 28 | 32 | 35,5 % | 10 |
| Celtics de Boston          | 25 | 35 | 30,6 % | 13 |
| Steamrollers de Providence | 12 | 48 | 17,7 % | 26 |

## Effectif
| Knicks de New York Effectif en fin de saison régulière |    |  |                       |                  |
| Entraîneur : Joe Lapchick                              |    |  |                       |                  |
| Arrière / ailier                                       | 4  |  | Carl Braun            | Colgate          |
| Ailier                                                 | 18 |  | Joe Colone            | Bloomsburg       |
| Ailier fort / pivot                                    | 11 |  | Harry Gallatin        | Truman State     |
| Ailier                                                 | 14 |  | Gene James            | Marshall         |
| Pivot                                                  | 19 |  | Lee Knorek            | Detroit Mercy    |
| Ailier                                                 | 12 |  | Ray Kuka              | Notre-Dame       |
| Arrière                                                | 7  |  | Ray Lumpp             | New York         |
| Arrière                                                | 8  |  | Mel McGaha            | Arkansas         |
| Ailier                                                 | 5  |  | Paul Noel             | Kentucky         |
| Ailier fort / pivot                                    | 16 |  | Bud Palmer            | Princeton        |
| Arrière / ailier                                       | 10 |  | Tex Ritter            | Eastern Kentucky |
| Pivot                                                  | 3  |  | Irv Rothenberg        | Long Island      |
| Arrière / ailier                                       | 17 |  | Butch van Breda Kolff | New York         |

## Statistiques

### Saison régulière
| Joueur                | Matchs | % Tir | % LF | Pass/m. | Pts/m. |
| --------------------- | ------ | ----- | ---- | ------- | ------ |
| Carl Braun            | 57     | .330  | .760 | 3.0     | 14.2   |
| Tommy Byrnes          | 35     | .285  | .568 | 1.5     | 5.7    |
| Joe Colone            | 15     | .310  | .684 | 0.6     | 5.5    |
| Harry Gallatin        | 52     | .328  | .710 | 1.2     | 8.3    |
| Gene James            | 11     | .375  | .500 | 0.5     | 3.8    |
| Lee Knorek            | 60     | .341  | .716 | 2.3     | 7.4    |
| Ray Kuka              | 8      | .278  | .556 | 1.4     | 3.1    |
| Ray Lumpp             | 24     | .376  | .804 | 1.4     | 13.5   |
| Mel McGaha            | 51     | .318  | .591 | 1.0     | 3.5    |
| Paul Noel             | 47     | .253  | .617 | 0.7     | 3.8    |
| Bud Palmer            | 58     | .350  | .762 | 1.9     | 12.3   |
| Tex Ritter            | 55     | .348  | .623 | 1.0     | 6.1    |
| Irv Rothenberg        | 53     | .275  | .644 | 1.3     | 5.9    |
| Dick Shrider          | 4      | –     | .333 | 0.5     | 0.3    |
| Sid Tanenbaum         | 32     | .283  | .844 | 2.2     | 8.0    |
| Butch van Breda Kolff | 59     | .317  | .671 | 2.4     | 7.0    |

### Playoffs
| Joueur                | Matchs | % Tir | % LF | Pass/m. | Pts/m. |
| --------------------- | ------ | ----- | ---- | ------- | ------ |
| Carl Braun            | 6      | .324  | .806 | 3.2     | 19.3   |
| Joe Colone            | 4      | .233  | .500 | 0.8     | 4.3    |
| Harry Gallatin        | 6      | .357  | .821 | 1.7     | 12.0   |
| Gene James            | 3      | .000  | .500 | 0.7     | 0.7    |
| Lee Knorek            | 6      | .405  | .563 | 1.7     | 6.5    |
| Ray Lumpp             | 6      | .288  | .771 | 1.8     | 11.5   |
| Mel McGaha            | 2      | .000  | .500 | 1.0     | 0.5    |
| Paul Noel             | 4      | .417  | .800 | 0.5     | 3.5    |
| Bud Palmer            | 6      | .422  | .771 | 1.7     | 13.5   |
| Tex Ritter            | 5      | .303  | .550 | 0.4     | 6.2    |
| Irv Rothenberg        | 6      | .211  | .200 | 0.3     | 1.7    |
| Butch van Breda Kolff | 6      | .375  | .826 | 1.2     | 8.2    |

### Records divers
- Le record de points inscrits face aux Knicks par un joueur dans un match de saison régulière est battu à quatre reprises durant la saison 1948-1949. Établi à 31 points par Joe Fulks depuis le 1er février 1947, et égalé deux fois durant la saison 1947-1948, ce record est d'abord battu par George Mikan, qui inscrit 34 points lors de la victoire des Lakers de Minneapolis face à New York le 11 novembre 1947 (68-77). Joe Fulks des Warriors de Philadelphie se réapproprie brièvement le record avec 39 points face à New York le 27 janvier 1949 (défaite 96-102 des Knicks), avant que George Mikan surpasse cette performance à deux reprises : d'abord 48 points le 22 février 1949 (défaite 74-101 des Knicks face aux Lakers), puis 51 points le 13 mars 1949 (défaite 90-100 des Knicks face aux Lakers).

## Transferts

### Échanges
| 26 janvier 1949 | Aux Knicks de New YorkRay Lumpp      | Aux Jets d'IndianapolisTommy Byrnes   |
| 11 février 1949 | Aux Knicks de New YorkConnie Simmons | Aux Bullets de BaltimoreSid Tanenbaum |

### Arrivées
| Date            | Joueur         | Provenance             |
| --------------- | -------------- | ---------------------- |
| 25 octobre 1948 | Irv Rothenberg | Bombers de Saint-Louis |

### Départs
| Date            | Joueur       | Nouvelle équipe                 |
| --------------- | ------------ | ------------------------------- |
|                 | Leo Gottlieb |                                 |
| 13 octobre 1948 | Stan Stutz   | Celtics de Boston               |
| Novembre 1948   | Dick Shrider | Vagabond Kings de Détroit (NBL) |